# واقعه تیراندازی مدرسه امزدتن

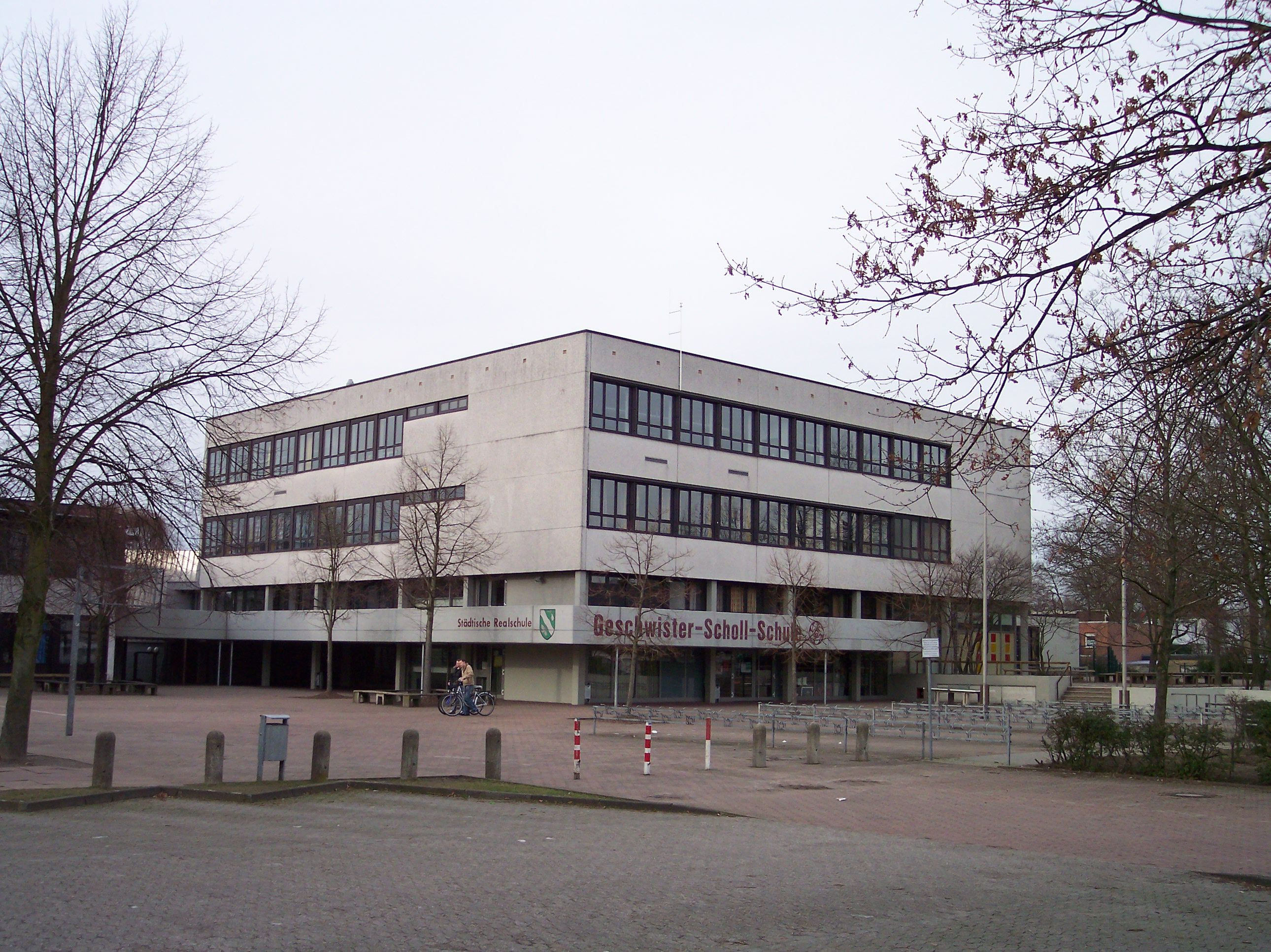
مدرسه امزدتن

واقعه تیراندازی مدرسه امزدتن (انگلیسی: Emsdetten school shooting) در ۲۰ نوامبر ۲۰۰۶ یک تیراندازی در مدرسه امزدتن رخ داد که توسط سباستین باس یک دانشجوی سابق ۱۸ ساله صورت گرفت. در این حادثه پنج نفر به ضرب گلوله کشته و چندین نفر زخمی شدند. این حادثه یکی از بدترین وقایع تاریخ آلمان از زمان کشتار ارفورت به‌شمار می‌رود که در آن ۱۷ نفر، از جمله مجرم کشته شده بودند. همچنین این واقعه، مشابه تیراندازی وینندن است که منجر به کشته شدن ۱۶ نفر از جمله مهاجم شده بود.